# Harry Cohn
Harry Cohn (New York, 23 luglio 1891 – Phoenix, 27 febbraio 1958) è stato un produttore cinematografico statunitense.

## Biografia
Produttore della  Universal Pictures dal 1910, fonda una propria compagnia con il nome di la C.B.C. con Joe Brandt e suo fratello Jack Cohn. Nel gennaio del 1924, quattro anni dopo la sua fondazione cambiò il nome in Columbia Pictures Corporation.

## Filmografia

### Produttore
- They Do It on $8 Per (1919)
- Almost Heroes (1919)
- Nothing but Nerve, regia di Archer MacMackin (1919)
- Taming the West - cortometraggio (1919)
- The Chicken Hunters (1919)
- Pretty Soft (1919)
- Hired and Fired, regia di Harry Williams (1920)
- Clever Cubs (1920)
- Movie Madness  (1920)
- Stung Again (1920)
- Wild Wild Women (1920)
- Back on the Farm (1920)
- Misfortune Hunters (1920)
- Four of a Kind (1920)
- Ridolini e la mano nera (Passing the Buck) (1920)
- Can You Beat It (1920)
- Blue Boy, un cavallo per un quadro (Wrong Again), regia di Leo McCarey (1920)
- Neck and Neck (1920)
- False Roomers, regia di Herman C. Raymaker (1921)
- Circus Heroes (1921)
- Taking Chances  (1921)
- Matinee Idols (1921)
- At Your Service (1921)
- Start Something (1921)
- Stars and Stripes, regia di Herman C. Raymaker (1921)
- Beach Nuts (1921)
- Put and Take (1921)
- Meet the Wife, regia di Herman C. Raymaker (1921)
- Two Faces West (1921)
- After the Dough (1921)
- We Should Worry, regia di James D. Davis (come Jimmie Davis) (1921)
- A Chili Romance  (1921)
- Only a Shop Girl (1922)
- All at Sea, regia di Alfred Santell (1922)
- A Tailor-Made Chauffeur  (1922)
- The New Mama (1922)
- Still Going Strong (1922)
- The Dentist (1922)
- Beware of Blondes  (1922)
- Better Late Than Never, regia di Herman C. Raymaker (1922)
- Breaking Into Jail, regia di Noel M. Smith (Noel Smith) (1922)
- Game Birds (1922)
- Nobody's Baby (1922)
- More to Be Pitied Than Scorned (1922)
- My Mistake, regia di Alfred Santell (1922)
- Ham and Yeggs  (1923)
- Tin Knights in a Hallroom (1923)
- Only a Husband (1923)
- Holy Smoke (1923)
- West Is East (1923)
- Bridle Grooms  (1923)
- Seaside Simps (1923)
- The Marriage Market, regia di Edward LeSaint (1923)
- Monkeying Around  (1923)
- Innocence, regia di Edward LeSaint (1923)
- Discontented Husbands  (1924)
- When Husbands Flirt (1925)
- The Lure of the Wild (1925)
- The Belle of Broadway , regia di Harry O. Hoyt (1926)
- The Siren, regia di Byron Haskin (1927)
- The Warning, regia di George B. Seitz (1927)
- The Opening Night, regia di Edward H. Griffith (1927)
- Stage Kisses (1927)
- La tigre (The Tigress) (1927)
- The College Hero (1927)
- The Isle of Forgotten Women, regia di George B. Seitz (1927)
- Sally in Our Alley, regia di Walter Lang (1927)
- The Blood Ship  (1927)
- Alias the Lone Wolf  (1927)
- The Kid Sister  (1927)
- The Romantic Age, regia di Robert Florey (1927)
- Poor Girls  (1927)
- Paying the Price, regia di David Selman (1927)
- Birds of Prey (1927)
- The Price of Honor (1927)
- Pleasure Before Business, regia di Frank R. Strayer (1927)
- By Whose Hand?, regia di Walter Lang (1927)
- La maniera del forte (1928)
- La bella preda (1928)
- Name the Woman, regia di Erle C. Kenton (1928)
- Modern Mothers  (1928)
- Golf Widows (1928)
- Broadway Daddies (1928)
- After the Storm (1928)
- Amanti del deserto (1928)
- Il teatro di Minnie (1928)
- The Sporting Age (1928)
- Dunque è questo l'amore (1928)
- Quella certa cosa  (1928)
- The Wife's Relations  (1928)
- Il sentiero delle illusioni (1928)
- Femmine del mare (1928)
- L'inferno delle fanciulle  (1928)
- Legge di guerra (Court-Martial), regia di George B. Seitz (1928)
- The Scarlet Lady, regia di Alan Crosland (1928)
- Labbra di vergine (1928)
- Dillo con lo zibellino  (1928)
- La parata dei peccatori (1928)
- Lady Raffles (1928)
- Beware of Blondes (1928)
- Rosa del Messico (1929)
- The Broadway Hoofer  (1929)
- Oro (Wall Street), regia di Roy William Neill (1929)
- Scandalo di Broadway (Broadway Scandals), regia di George Archainbaud (1929)
- Acquitted, regia di Frank R. Strayer (1929)
- Hurricane, regia di Ralph Ince (1929)
- Diavoli volanti (1929)
- Beware of Blondes (1929)
- The College Coquette  (1929)
- La veste nuziale (The Bachelor Girl), regia di Richard Thorpe (1929)
- L'affare Donovan (The Donovan Affair), regia di Frank Capra (1929)
- Light Fingers, regia di Joseph Henabery (1929)
- The Quitter, regia di Joseph Henabery (1929)
- Trial Marriage, regia di Erle C. Kenton (1929)
- Behind Closed Doors, regia di Roy William Neill (1929)
- Madonna of the Streets, regia di John S. Robertson (1930)
- Per l'onore della regina  (1930)
- The Squealer (1930)
- Luci del circo (1930)
- Ladies Must Play (1930)
- Brothers (1930)
- L'isola dell'inferno (1930)
- Sisters, regia di James Flood (1930)
- Call of the West (1930)
- Soldiers and Women (1930)
- Around the Corner, regia di Bert Glennon (1930)
- Femmine di lusso (1930)
- Prince of Diamonds (1930)
- A Royal Romance, regia di Erle C. Kenton (1930)
- Liberazione (Guilty?), regia di George B. Seitz (1930)
- Congo (1930)
- Personality (1930)
- L'assassinio sul tetto (1930)
- Il prezzo della gloria (1930)
- The Guilty Generation (1931)
- La donna di platino (Platinum Blonde), regia di Frank Capra (1931)
- Border Law, regia di Louis King (1931)
- La donna del miracolo (1931)
- Arizona (1931)
- La peccatrice (The Good Bad Girl) (1931)
- Dieci soldi a danza (1931)
- The Criminal Code (1931)
- Vanity Street  (1932)
- Perfidia (Shopworn), regia di Nicholas Grinde (Nick Grinde) (1932)
- La follia della metropoli (American Madness), regia di Frank Capra e (non accreditati) Allan Dwan e Roy William Neill (1932)
- L'accusa (Attorney for the Defense), regia di Irving Cummings (1932)
- Proibito (1932)
- Ma che cos'è quest'Africa! (1933)
- Mussolini Speaks (1933)
- Vigliaccheria (1934)
- Black Moon, regia di Roy William Neill (1934)